# Luciano Slagveer
Luciano Slagveer, né le 5 octobre 1993 à Rotterdam aux Pays-Bas, est un footballeur néerlandais. Il évolue actuellement au poste de milieu offensif ou d'ailier au FC Twente, en prêt du KSC Lokeren.

## Biographie
Il inscrit 11 buts en première division néerlandaise lors de la saison 2014-2015.